# Kurzentrum İstisu

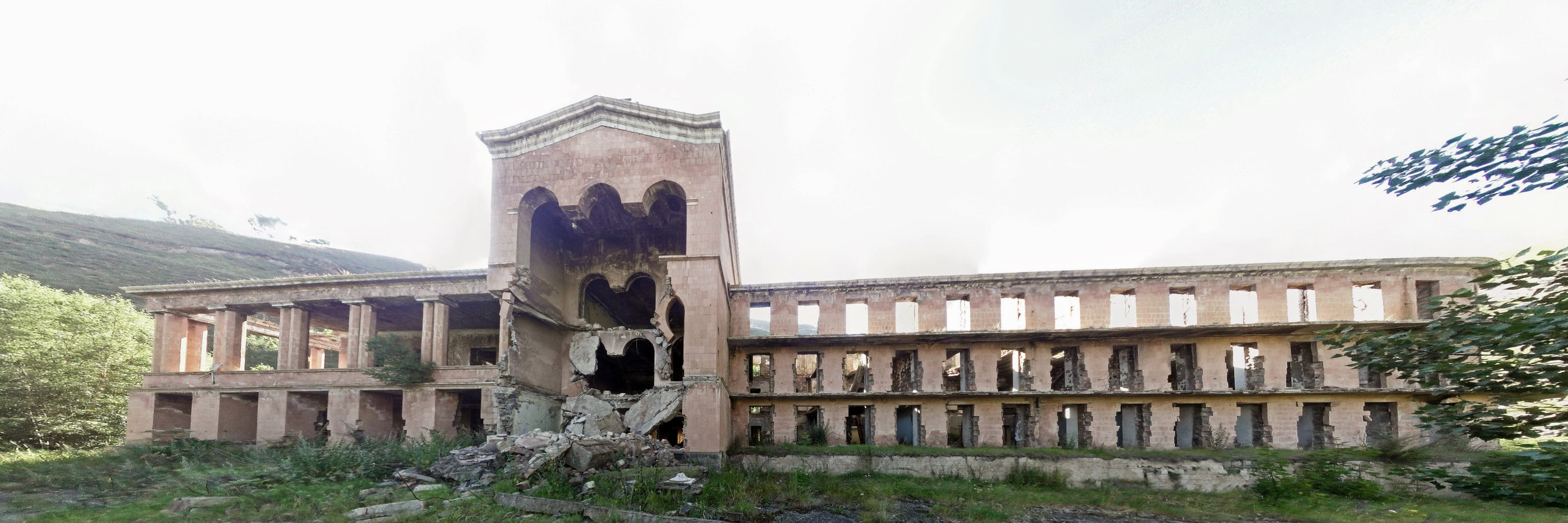
Kurzentrum während der armenischen Besatzung

Istisu (armenisch Ջերմաջուր, Dschermadschur) ist ein Kur- und Erholungszentrum, das 1927 in Aserbaidschan, in der Siedlung İstisu, in der Region Kəlbəjər auf einer Höhe von 2225 Metern über dem Meeresspiegel gegründet wurde.

## Mineralquellen
Die Quellen hier entstanden durch Anschwellen und Aufbrechen der Erdkruste während eines starken Erdbebens im Jahr 1138. Die heilende Wirkung der Quellen ist der lokalen Bevölkerung seit dem 12. Jahrhundert bekannt. İstisu bedeutet auf Aserbaidschanisch heißes Wasser. Das Wasser ist hyperthermal, kohlendioxid-, kohlenwasserstoff-, chlorid-, sulfat- und natriumhaltig. Die Mineralquellen bestehen aus 12 aktiven Quellen. Von diesen sind der Obere İstisu, der Untere İstisu, Goturlu und Tutğun gut bekannt. Die Temperatur des heißen Wassers beträgt 58,8 °C. Die Gesamtzahl der Mineralien in ein Liter Wasser, die 6,7 Gramm erreicht, zeigt, dass es reich an Lithium, Brom, Jod, Arsen, Phosphor, Zink, Kupfer, Nickel, Magnesium, Eisen und anderen Mineralien ist. Jedes Jahr werden 3,96 Milliarden Liter Wasser aus heißen Quellen freigesetzt. Ein Großteil des Wassers fließt auch in Flüsse.

## Geschichte des Kurzentrums

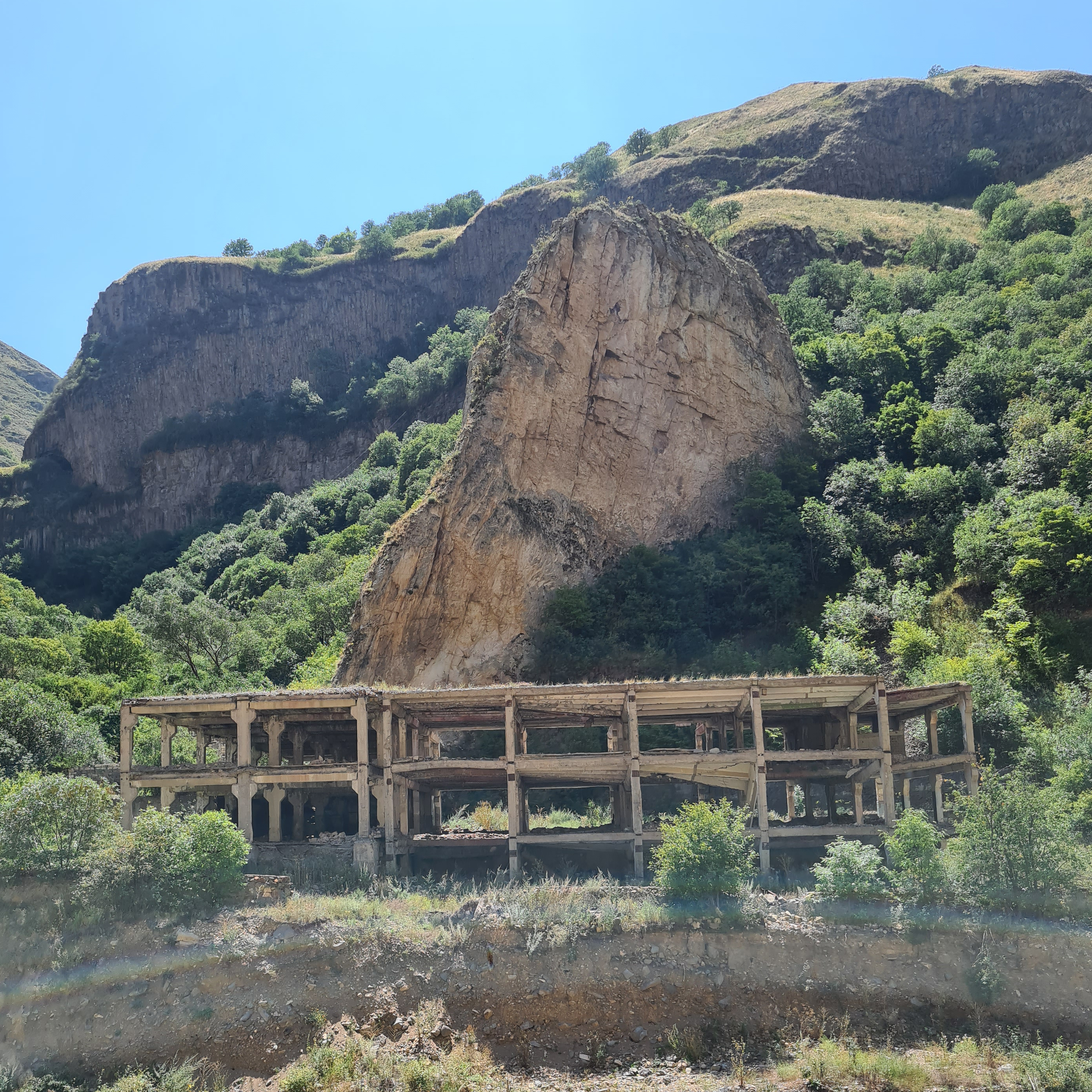
Untere İstisu während der armenischen Besatzung

Nach dem Einmarsch der Roten Armee in Aserbaidschan wurde 1925 eine Kurabteilung unter dem Gesundheitskommissariat der Aserbaidschanischen SSR gegründet. Das Zentrale Exekutivkomitee der Aserbaidschanischen SSR und der Rat des Volkskommissariats fassten einen Beschluss zur Organisation von Heilbädern in der Aserbaidschanischen Republik. Das Zentrum in İstisu wurde im Jahr 1927 eröffnet. Im Jahre 1951 wurden am Oberen İstisu Bäder, ein Kurkrankenhaus und ein Hotel gebaut. Im Jahr 1970 wurde İstisu auf Beschluss der Regierung der UdSSR in die Liste der bedeutendsten Kurorte der Sowjetunion aufgenommen. Das Heilbad İstisu wurde jährlich von 50.000 Menschen besucht. Patienten mit Magen-Darm-Erkrankungen, Stoffwechselstörungen, Erkrankungen des Nervensystems, des Bewegungsapparates sowie gynäkologischen und urologischen Erkrankungen konnten in İstisu behandelt werden.
Laut dem aserbaidschanischen Naturwissenschaftler Gədirli ähnelt das Wasser von İstisu in seiner chemischen Zusammensetzung und seinen physikalischen Eigenschaften dem von Karlsbad. E.E.Karstenski, bedeutender Chemiker der Zeit, der das Wasser der Mineralquellen auf dem Gebiet von Kəlbəjər analysierte, schätzte die therapeutischen Eigenschaften von İstisu hoch ein.
Infolge eines Angriffs armenischer Streitkräfte am 27. März 1993 wurde die Region Kəlbəjər besetzt und damit auch İstisu, das von armenischen Truppen zerstört wurde. Nach dem Krieg um Bergkarabach 2020 wurde Kəlbəjər am 25. November 2020 wieder an Aserbaidschan übergeben, womit auch İstisu wieder von Aserbaidschan kontrolliert wird.